# داوینا فیلتجنس
داوینا فیلتجنس (انگلیسی: Davina Philtjens؛ زادهٔ ۲۶ فوریهٔ ۱۹۸۹) بازیکن فوتبال اهل بلژیک است.
از باشگاه‌هایی که در آن بازی کرده‌است می‌توان به اشاره کرد.
وی همچنین در تیم‌های ملی فوتبال Belgium women's national under-17 football team, Belgium women's national under-19 football team، و زنان بلژیک بازی کرده‌است.